# 1-й Кубанский стрелковый полк

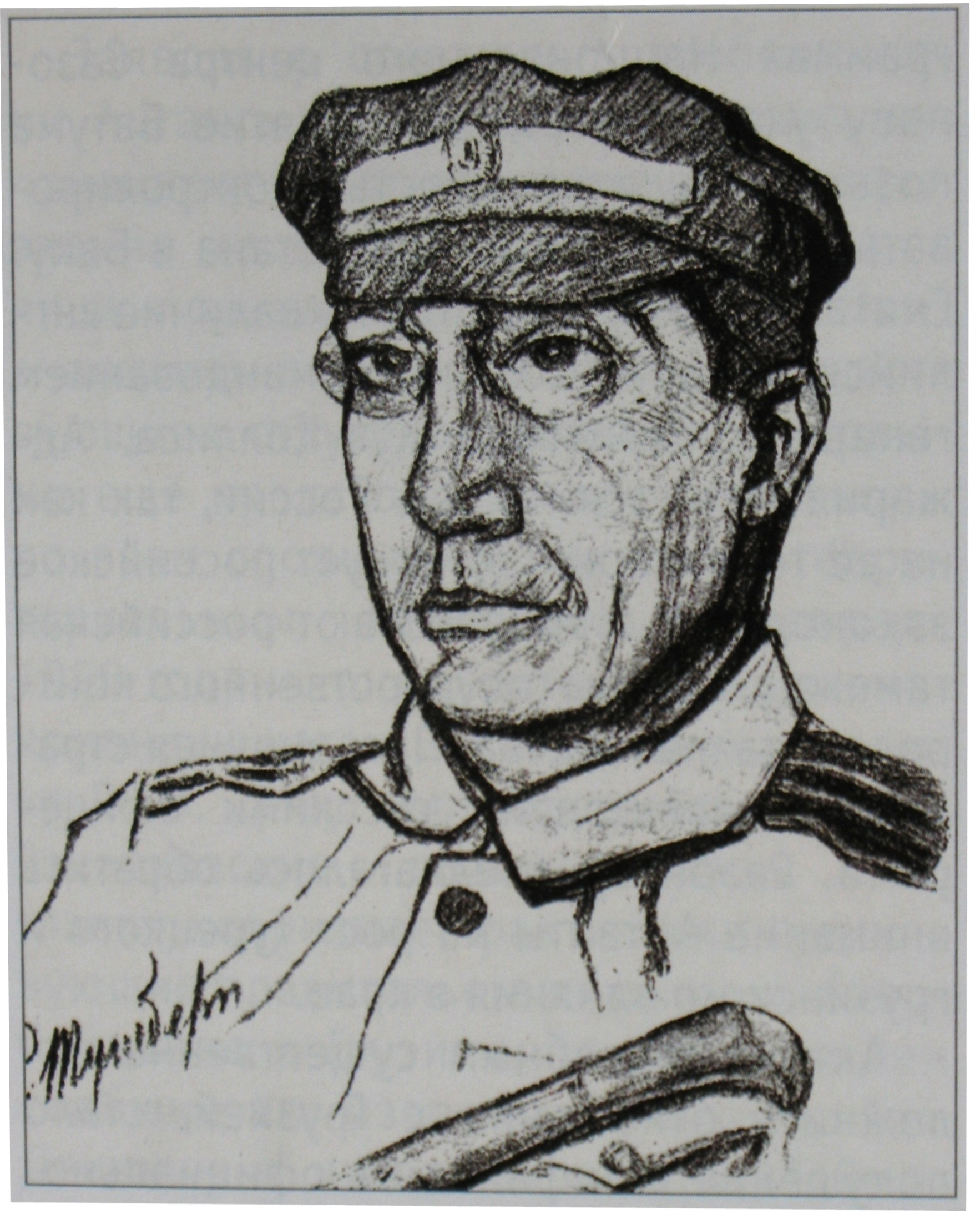
Р. М. Туненберг

1-й Кубанский стрелковый полк (1-й стрелковый полк) — пехотная часть Добровольческой армии.

## История

### В Добровольческой армии и ВСЮР
Сформирован 1 марта 1918 года в составе Кубанского отряда из бойцов пеших кубанских частей, юнкеров Константиновского военного училища и офицеров, выступивших из Екатеринодара. Командиром полка был назначен полковник Р. М. Туненберг. По состоянию на 24 марта в полку насчитывалось до тысячи штыков (в том числе половина офицеров) и четыре пулемёта. Участвовал во всех боевых действиях 1-го Кубанского похода.
К июню 1918 года приведён в состав двух батальонов и включён в 1-й пехотной дивизии генерала Маркова. Участвовал во 2-м Кубанском походе.
В августе-сентябре 1918 года вёл бои на берегу Чёрного моря, а затем был переброшен под Армавир и Ставрополь. К ноябрю включён в пехотную бригаду Тимановского и в её составе участвовал в походе по горам Ставропольской губернии.
16 января 1919 года переведён во 2-ю бригаду 2-й пехотной дивизии генерала А. Н. Черепова.

### В Русской армии Врангеля
После эвакуации из Новороссийска в Крым включён в состав Кубанской стрелковой дивизии как Кубанский стрелковый полк. 7 июля включён в состав Сводной дивизии и участвовал в десанте на Кубань.
Командирами полка в разное время были полковники Р. М. Туненберг и С. М. Дмитриев.